# Mount Barnes
Mount Barnes ist ein 985 m hoher Berg im ostantarktischen Viktorialand. Er markiert das östliche Ende der Kukri Hills und überragt die westzentrale Seite des New Harbour an der Scott-Küste.
Entdeckt wurde er von Teilnehmern der Discovery-Expedition (1901–1904) unter der Leitung des britischen Polarforschers Robert Falcon Scott, der ihn als New Harbour Heights benannte. Seinen heutigen erhielt er im Zuge von Scotts Terra-Nova-Expedition (1910–1913). Namensgeber ist der kanadisch-US-amerikanische Physiker Howard Turner Barnes (1873–1950), ein Experte auf dem Gebiet physikalischer Eigenschaften von Eis.